# Examen ionisant
 (janvier 2012).
Si vous disposez d'ouvrages ou d'articles de référence ou si vous connaissez des sites web de qualité traitant du thème abordé ici, merci de compléter l'article en donnant les références utiles à sa vérifiabilité et en les liant à la section « Notes et références ».
Un examen ionisant est un examen clinique qui soumet le corps à des rayonnements ionisants. Il s'agit principalement des examens d'Imagerie médicale. Ils doivent se faire dans le respect des règles de radioprotection.
En France, seuls les Manipulateur en électroradiologie médicale et les médecins radiologues sont autorisés à effectuer ces examens.
exemples d'examens ionisants  :
- radiographie classique
- mammographie
- tomodensitométrie (scanner, ou CT-scan)
- fluoroscopie (équivalant à une radiographie dynamique, en temps réel)

Au contraire, il existe des examens non ionisants tels que :
- les examens à base d'ultra-sons (Échographie, Doppler)
- les IRM
- la médecine nucléaire

En effet, pour cette dernière, un amalgame est souvent fait : cette méthode thérapeutique n'utilise pas de rayonnements ionisants car ce sont les patients qui en émettent après ingestion d'une très faible dose de produit radioactif. Cela peut, certes, sembler être semblable mais c'est une nuance importante.